# Бюллетень Центрального шахматного клуба СССР
«Бюллетень Центрального шахматного клуба СССР» — периодическое шахматное издание; выходил с 1958 (регулярно — с 1962) по 1991. Всего вышло 550 номеров: в 1958 и 1960 — по 4; 1961 — 2; 1962 — 8; 1963—1980 — по 12; 1982 — 12; 1983 — 30; 1984 — 28; 1985 — 30; с 1986 по 1991 — по 36. В 1959 и 1981 не выходил. В бюллетене освещалась деятельность ЦШК СССР, организационные и методические вопросы клубной работы; печатались записи лекций, прочитанных в ЦШК СССР, статьи по теории, истории, композиции, литературные материалы, материалы по заочным шахматам: результаты соревнований, материалы о творчестве шахматистов-заочников. При проведении крупных всесоюзных и международных соревнований выходили специальные выпуски, с 1983 они считались очередными номерами бюллетеня. 
Постоянными авторами бюллетеня в разные годы были: Э. Гуфельд, В. Лепёшкин, А. Мацукевич, О. Стецко, В. Хенкин, Я. Эстрин.
Редактор: в 1958 и 1960 - редколлегия (редактор А. А. Котов), в 1961 - 1980 - редколлегия, в 1982 - 1991 - редколлегия (редактор Б. С. Шашин).
Объем: в 1958 - 8 с., с 1960 - 16 с. Тираж в 1958 и 1960 - 5000 экз., в 1961 - 3000 экз., в 1967 - 1991 от 15000 до 17000 экз.